# Baimeiquan
Il Pugilato delle Sopracciglia Bianche (白眉拳S, báiméiquánP, pai mei ch’uanW) , più conosciuto in occidente nella traslitterazione cantonese Pak Mei Kuen (o soltanto Pak Mei), è uno stile di arti marziali cinesi catalogato come Nanquan, la cui creazione è attribuita ad un monaco taoista detto appunto Pak Mei (o Pai Mei o Bai Mei) (白眉, “sopracciglia bianche”, nome religioso completo Baimei Shangren, 白眉上人) che sarebbe vissuto sulle montagne Emei nel Sichuan.

## Origini e Storia
Secondo alcuni Bai Mei avrebbe trasmesso questo stile a Zhang Liqian (张礼钱, Cheung Lai Chuen), un suo discepolo. 

### Lin He
Per Jose Carmona il personaggio storico che più attendibilmente potrebbe aver fondato questo pugilato è Lin He (林合, 1831－1908), nativo di Lianghuaxu (梁化墟) del distretto di Huidongxian (惠东县) nella provincia del Guangdong.
Questa convinzione nasce da fonti storiche e da racconti che affermano che circa nel 1849 un monaco del tempio Shaolin del Fujian, Huang Lianjiao (黄连矫), ripresa la vita secolare si sarebbe trasferito a Lianghuaxu dove insegnò lo Shaolin Wugong a Lin He. Lin He insegnò a sua volta a Lin Qingyuan (林庆元) che apparteneva allo stesso clan. Lin Qingyuan trasmise poi le sue conoscenze a Lin Yaogui (林耀贵) che fondò il Longxingquan. 
Lin He studiò arti marziali con Huang Lianjiao per dieci anni. Discepoli famosi di Lin He furono: Qin Chengjiu (秦程九), Liao Jindai (廖锦带), Zhang Liquan (张礼泉), ecc.

### Foshan Baimeiquan
Secondo il lignaggio tramandato a Foshan, Bai Mei è considerato prima generazione e fondatore (in cinese 祖师, zushi); il monaco buddista Guang Hui (廣慧禪師) è il maestro di seconda generazione; alla terza ci sarebbe il monaco buddista Zhu Fayun (祝法雲禪師, oppure 竺法雲禪師); alla quarta viene inserito Zhang Liquan (張禮泉) che probabilmente è la stessa persona del sopraccitato Zhang Liqian. La quinta generazione è rappresentata da Xia Hanxiong (夏汉雄) e la sesta da Chou Wu (仇乌). Attualmente la scuola di Baimeiquan di Foshan è tramandata da due discendenti: Liu Shaoliang (刘少良), detto Liu Bo (刘伯), e Chou Taisheng (仇太生), detto Lao Chou (老仇, vecchio Chou) che sono settima generazione, ma esistono molteplici praticanti disseminati nei vari continenti .

### Bạch Mi - Lignaggio vietnamita

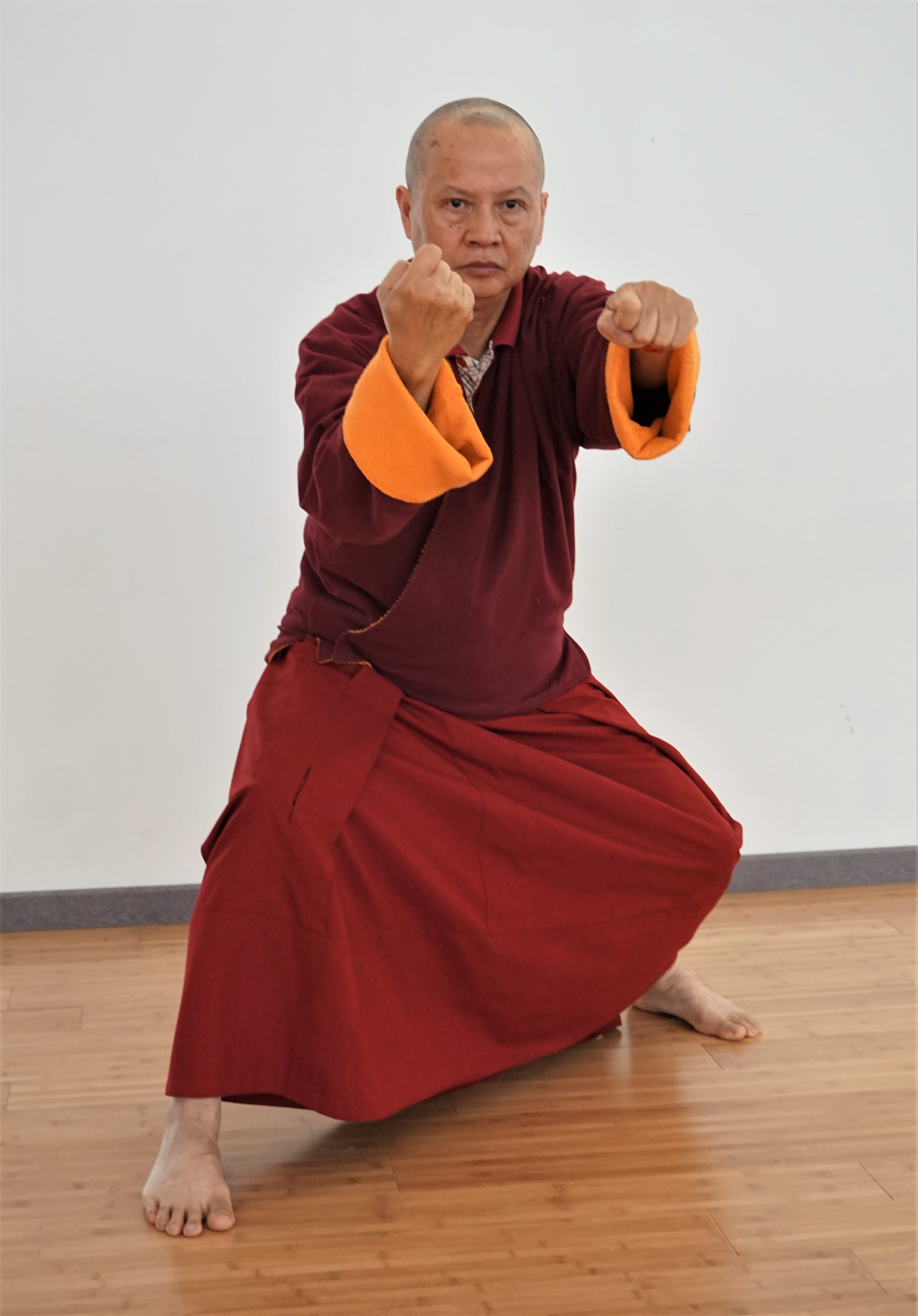
Il maestro Trần Ngọc Định in un tipico attacco di Bạch Mi

Lo stile Bai Mei, in vietnamita Bạch Mi, giunge in Vietnam grazie al maestro Tăng Khải Minh, noto con il nome di Tăng Huệ Bác (Ceng Hui Bo): nato in Vietnam nel 1906, negli anni '20 del XX secolo si trasferì per lavoro nella provincia di Guangdong, e, dopo aver studiato Choy Li Fut, divenne uno dei migliori allievi del maestro Zhang Liquan. Nel 1955 il M° Tăng Huệ Bác tornò in Vietnam a Chợ Lớn, il quartiere cinese di Saigon (Città Ho Chi Minh), dove il Bạch Mi veniva insegnato esclusivamente all'interno della comunità cinese. Tra i suoi allievi ci fu il maestro Diệp Quốc Lương (Yip Kwok Leung), conosciuto anche come Tài Chực Cam ("grande gallo") per la sua statura e per il suo carattere irascibile: il maestro Diệp Quốc Lương contribuì grandemente alla diffusione dello stile Bạch Mi in Vietnam, in quanto dopo la morte del maestro Tăng Huệ Bác (1958), aprì la sua scuola anche ai non cinesi; poté quindi trasmettere le sue conoscenze al maestro Trần Ngọc Định, che lo divulga in Europa nella scuola Việt Anh Môn. 

## Caratteristiche Tecniche e Forme
Per Carmona, la tecnica del Baimeiquan è descritta con la frase “shou cong xiong kou fa, li cong yao ma sheng”; cioè “le mani spuntano dal petto e dalla bocca, la forza è generata dai fianchi e dal passo del cavaliere”. Un'altra frase che descrive lo stile è Si gang shi rou, si rou shi gang, Gangrou bingyong 似刚实柔，似柔实刚，刚柔并用 (Quando sembra inflessibile in realtà è morbido, quando sembra morbido in realtà è inflessibile, l'inflessibile ed il morbido sono utilizzati insieme).
Nel Baimeiquan i Wuxing sono collegati ai Passi (Bu, 步 - corrispondenti all'elemento Metallo, 金), all'Energia Interna (Qi, 气 - corrispondente all'elemento Legno,木), al Corpo (Shen, 身 - corrispondente all'elemento Acqua, 水), alle Mani (Shou, 手 -corrispondente all'elemento Fuoco, 火), allo Spirito (Shen, 神 -  corrispondente all'elemento Terra,土).
I principali Taolu a mano nuda di questa scuola sono:
- Piccola Croce ( hsiao shi tzu?T, 小十字S, xiǎoshízì?P)[16];
- Grande Croce ( ta shi tzu?T, 大十字S, dàshízì?P);
- Tre Porte ed Otto Trigrammi ( san men pa kua?T, 三门八卦S,  sānménbāguà?P);
- La Tigre Feroce Esce dalla Foresta ( meng hu chu lin?T, 猛虎出林S,  měnghǔchūlín?P);
- Nove Passi che Spingono ( chiu pu tui?T, 九步推S,  jiǔbùtuī?P)[17];
- Lavoro dei Diciotto Passi Ponte ( shi pa mo chiao kung?T, 十八摸桥功S,  shíbāmōqiáogōng?P);
- Demone della Terra ( ti sha?T, 地煞S,  dìshà?P);
- Monaco Pazzo ( feng seng?T, 疯僧S,  fēngsēng?P);
- Fiore di Prugno dei Sette Punti ( chi tian mei hua?T, 七点梅花S,  qīdiǎnméihuā?P);

Quelli con le armi: 
- dandao della Fenice Volante ( fei feng tan tao?T, 飞凤单刀S,  fēifèngdāndāo?P);
- shuangdao della Fenice Volante ( fei feng shuang tao?T, 飞凤双刀S,  fēifèngshuāngdāo?P);
- Bastone della Grande Strategia di Battaglia  ( ta chen kun?T, 大阵棍S,  f dàzhèngùn?P).[18][19][20]

Secondo Ah Lun
non ci sono molte forme nel Baimeiquan. A livello elementare si apprende il Chi-pu ch'uan (Zhibuquan 直步拳). A livello intermedio si studiano il Chiu pu t'ui (Jiubutui 九步推) e lo Shi pa mu (Shibamo 十八摩).  Meng hu ch'u lin (Menghu Chulin 猛虎出林) e Wu hang mu (Wuxingmo 五行摩) rappresentano il livello più alto degli apprendimenti di questo stile e dovrebbero essere insegnati solo dopo sei o sette anni di pratica. La forma Menghu Chulin è stata creata da Zhang Liquan in tarda età e la sua tecnica prevalente è Pohubu (迫虎步). Wuxingmo allena la coordinazione dei movimenti delle braccia con la tecnica di gamba  Dingpanjiao (丁板脚).
Li Hanming afferma che il Baimeiquan è anche una scuola interna (Neijia) che include questi esercizi: Baimei Qiankun Hunyuan Jingang Qigong (白眉乾坤混元金刚气功, Lavoro Energetico dell'Attendente di Buddha e del Caos Primordiale e del Cielo e della Terra di Bai Mei), Si nei biao jin (四内标劲, energia dei quattro segni interiori), Bashi (八式, otto posture),Liu jin (六劲sei energie), Shiba fa (十八法, diciotto metodi).
Sebbene la pratica del Baimeiquan sia anche esterna, per Li Hanming la componente interna è più importante.
Questi alcuni esercizi che uniscono interno ed esterno: Tiebushan Jinzhongzhao (铁布衫金钟罩),Tiesha zhang (铁砂掌),Baimei Qigong Sanguan Li (白眉气功三关力).
L'allenamento solo esterno prevede Cuo Qiao (搓桥), Da Zhuang (打桩), Duilian (对练), Tiehuan Gong (铁环功), ecc.  
La posizione tipica di chi pratica Bạch Mi è quasi frontale, con la gamba posteriore piegata e le spalle curve in avanti; il petto è compresso in dentro, mentre il ventre è gonfio e spinto in fuori. Nei movimenti del corpo trovano applicazione i principi di Phù (fluttuare), Trầm (affondare), Thôn (accogliere), Thổ (espandere): le tecniche vengono eseguite verso l'alto e verso il basso, tirando dentro e spingendo fuori; il corpo compie movimenti elastici, a spirale, simili a quelli di una molla che si comprime e si rilascia; gli attacchi, veloci e potenti, vengono portati con la fluidità e la morbidezza di un colpo di frusta e consentono di generare una violenta forza d'impatto, diretta ai punti più vulnerabili. Uno degli attacchi tipici di questo stile, detto Phượng nhãn chuỳ (pugno a occhio di fenice), è eseguito colpendo il bersaglio con la nocca centrale dell'indice ripiegato sul pollice, in modo da concentrare la potenza del colpo su un bersaglio estremamente ridotto.  
Questa una trasposizione dei nomi Cinesi in Vietnamita: 
- Baimei Daoren: Bạch Mi đạo nhân
- Guang Hui: Quảng Huệ
- Zhu Fayun: Trúc Pháp Vân
- Jiǔbùtuī: Cửu Bộ Thối
- Shíbāmōqiáo: Thập Bát Ma Kiều

Questi alcuni nomi di forme che appartengono alla pratica Vietnamita:
- Shíshīgōng (石狮公, parco del Leone di Pietra): Thạch Sư Ông[22]
- Dàsān wèn (大三问, tre grandi domande) Đại Tam Vấn
- Sān gōng (三公, tre alti ufficiali)Tam Công 三公
- Sìmǎliánhuán (四馬連環, quattro cavalli imbrigliati): Tứ Mã Liên Hoàn